# Södra Lilltjärnen
Södra Lilltjärnen är en sjö i Bräcke kommun i Jämtland och ingår i Ljungans huvudavrinningsområde. Södra Lilltjärnen ligger i Lungsjöskogen Natura 2000-område.